# Emily Hampshire

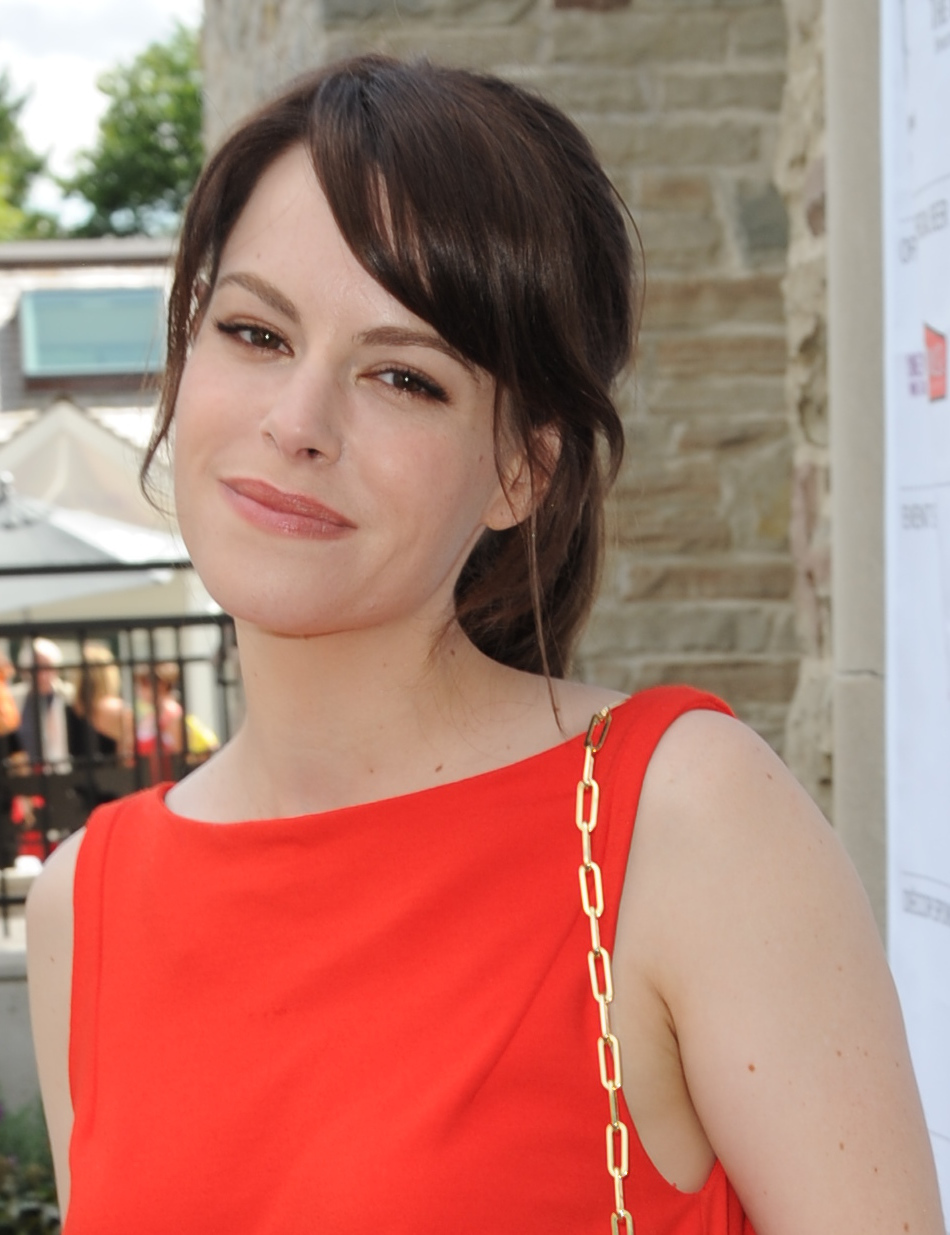
Emily Hampshire, 2012

Emily Hampshire (Montreal, 29 augustus 1981) is een Canadese actrice. Ze staat bekend om haar vele film- en televisierollen, waaronder Angelina in de romantische komedie Boy Meets Girl (1998), Vivienne in de film Snow Cake (2006), Stevie Budd in de CBC-komedieserie Schitt's Creek (2015-2020) en Jennifer Goines in de Syfy dramaserie 12 Monkeys (2015-2018).
Voor haar rollen in de series Schitt's Creek en 12 Monkeys won ze meerdere malen een Canadian Screen Award.
- Bibliothèque nationale de France: cb16601362n (data)
- Catàleg d'autoritats de noms i títols de Catalunya: 981058507560206706
- Gemeinsame Normdatei: 101814868X
- International Standard Name Identifier: 0000 0003 5678 2972
- Library of Congress Control Number: no2011157626
- Système universitaire de documentation: 250378418
- Virtual International Authority File: 186811519
- WorldCat: E39PBJwhyBVt43WyWWmKHKDrMP